# Щаснівка (Тернопільський район)
Ща́снівка — село в Україні, у Скориківській сільській громаді Тернопільського району Тернопільської області. До вересня 2015 року підпорядковане Пальчинській сільській раді.
Від вересня 2015 року ввійшло у склад Скориківської сільської громади. Розташоване на річці Збруч, на північному сході  району. 
Населення — 92 особи (2007).

## Історія
Перша писемна згадка — 1583 як Щеснівка.
Діяли «Просвіта», «Січ», «Союз українок» та інші товариства, кооператива.
12 червня 2020 року, відповідно до розпорядження Кабінету Міністрів України  № 724-р «Про визначення адміністративних центрів та затвердження територій територіальних громад Тернопільської області», село увійшло до складу Скориківської селищної громади.
19 липня 2020 року в результаті адміністративно-територіальної реформи та ліквідації Підволочиського району, село увійшло до складу новоствореного Тернопільського району.

## Пам'ятки

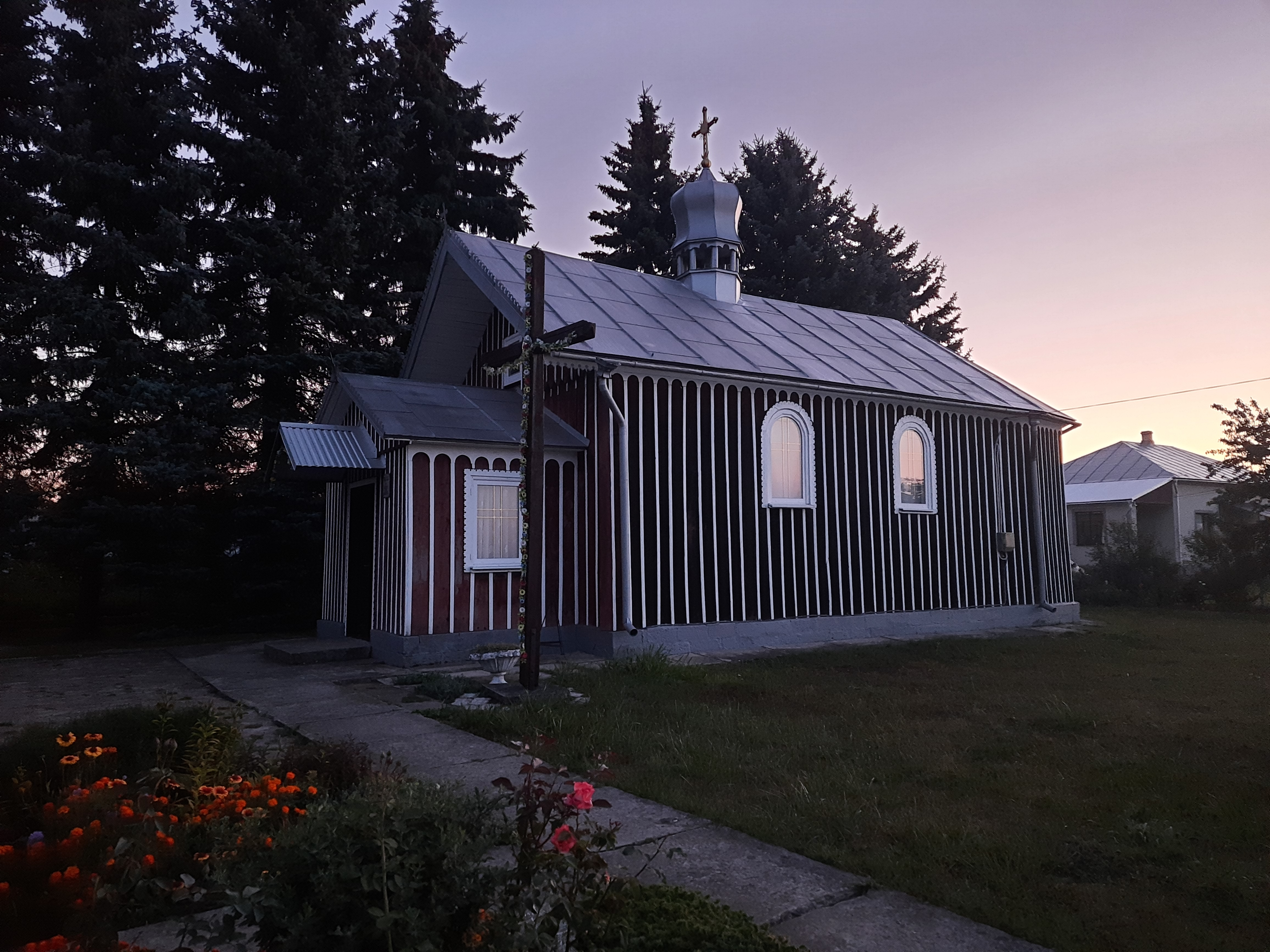
Церква Різдва Пресвятої Богородиці

Є церква Різдва Пресвятої Богородиці (1900, дерев'яна, реставрована 1989), «фігура» на честь заснування села.
Насипано символічну могилу Борцям за волю України.

## Відомі уродженці
- Береза Богдан Зіновійович (*1948) — український письменник та журналіст, член НСПУ.

## Галерея

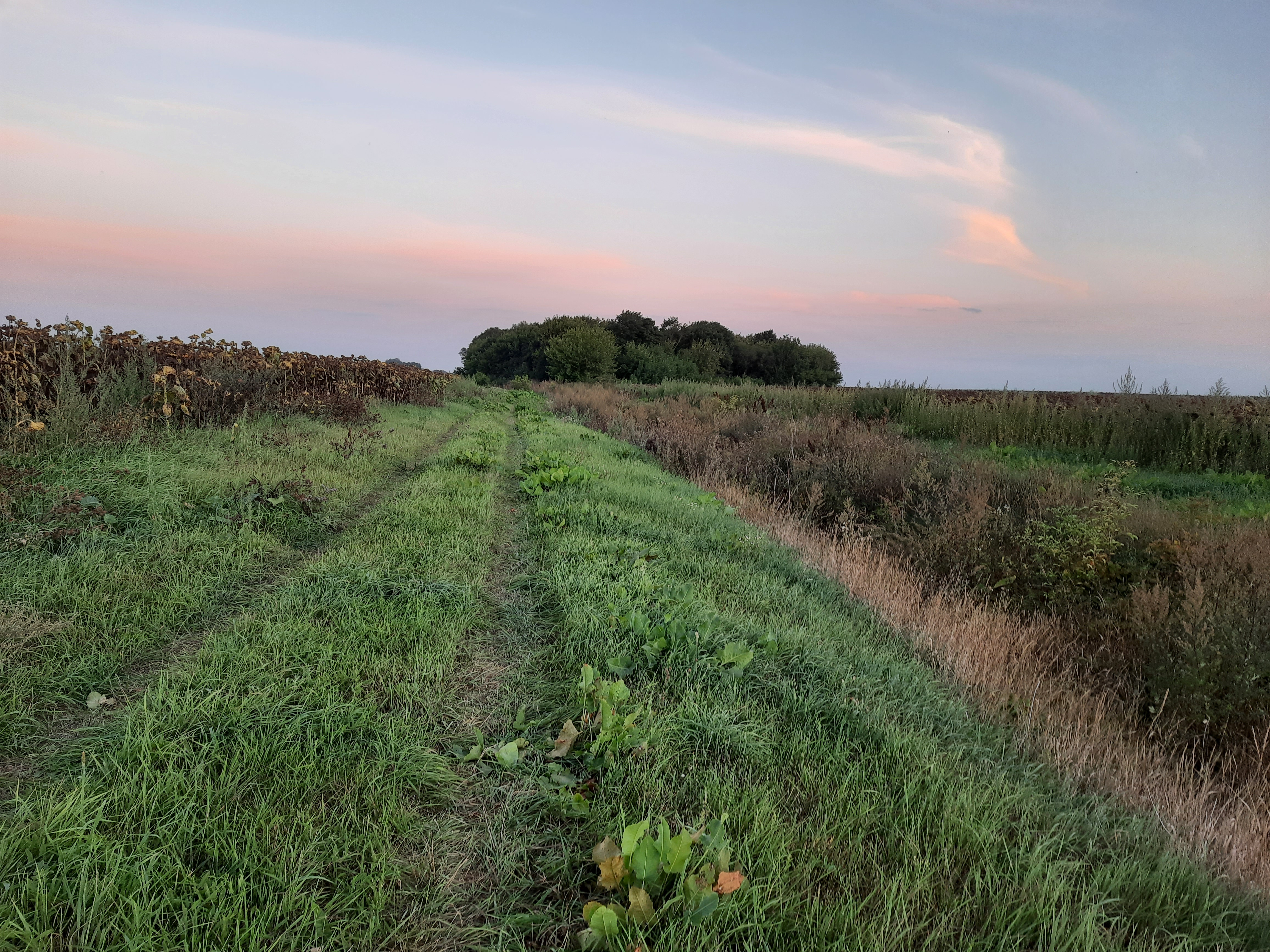
Краєвид біля села
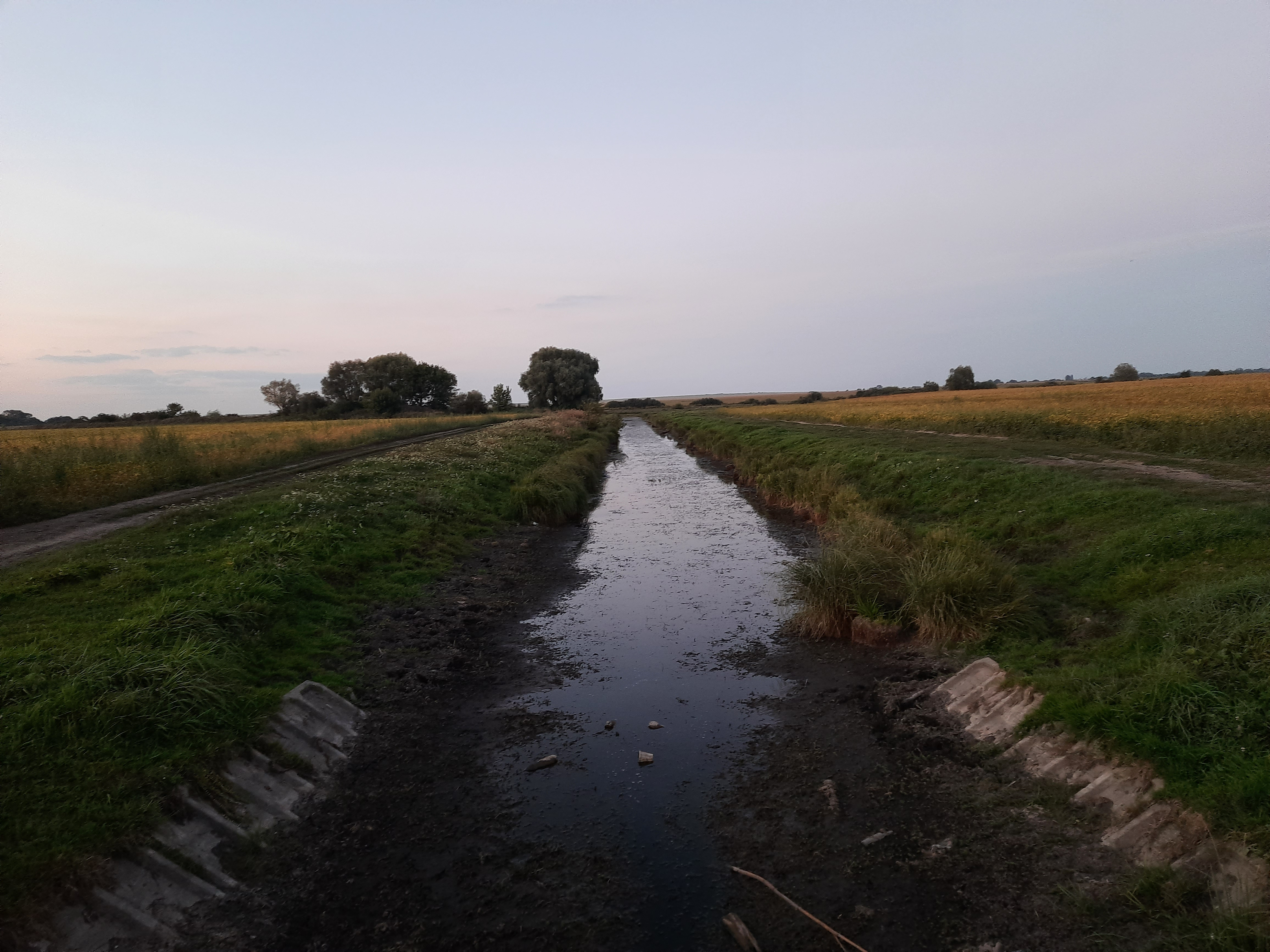
Річка Збруч біля села
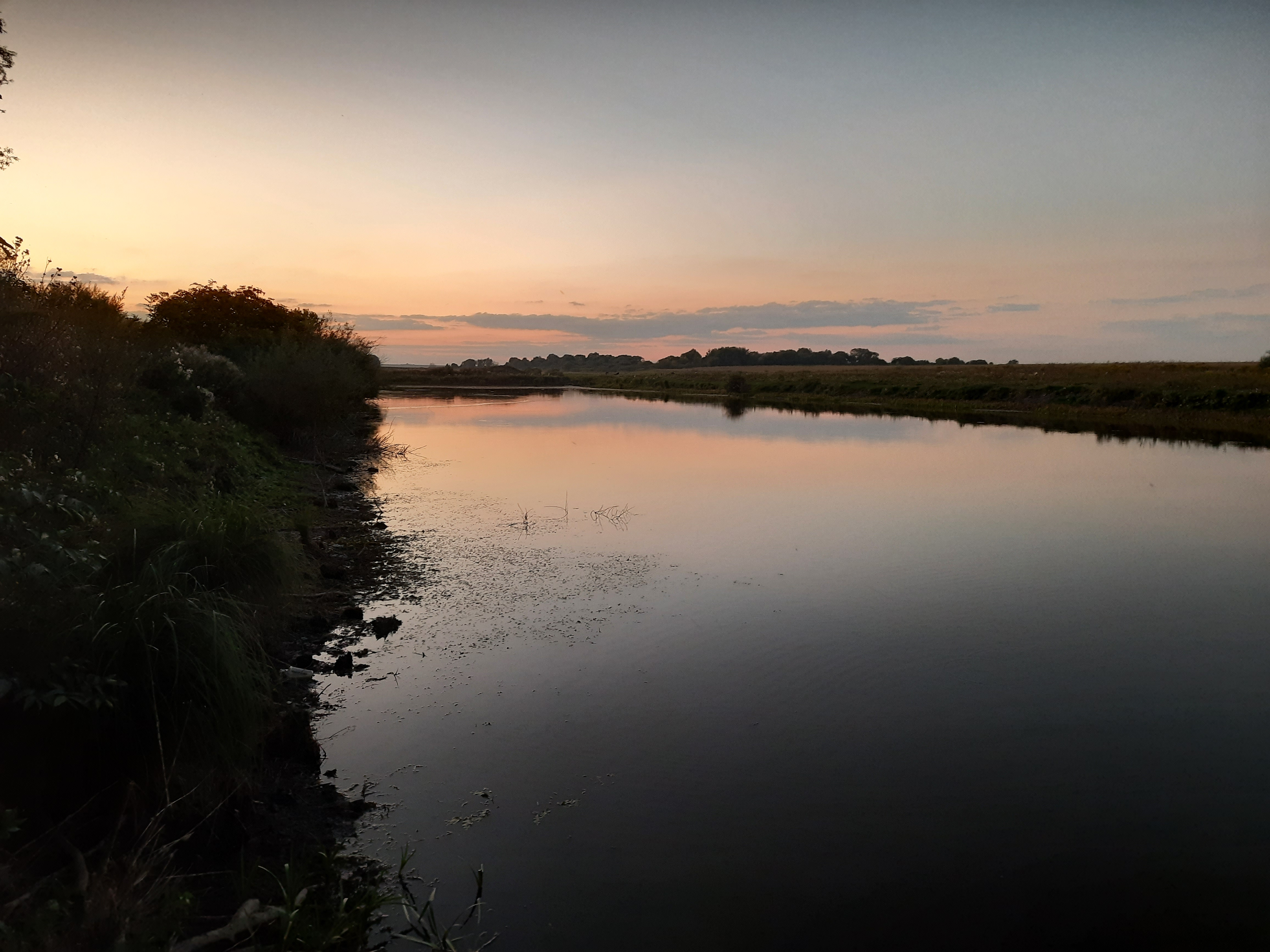
Ставок біля села
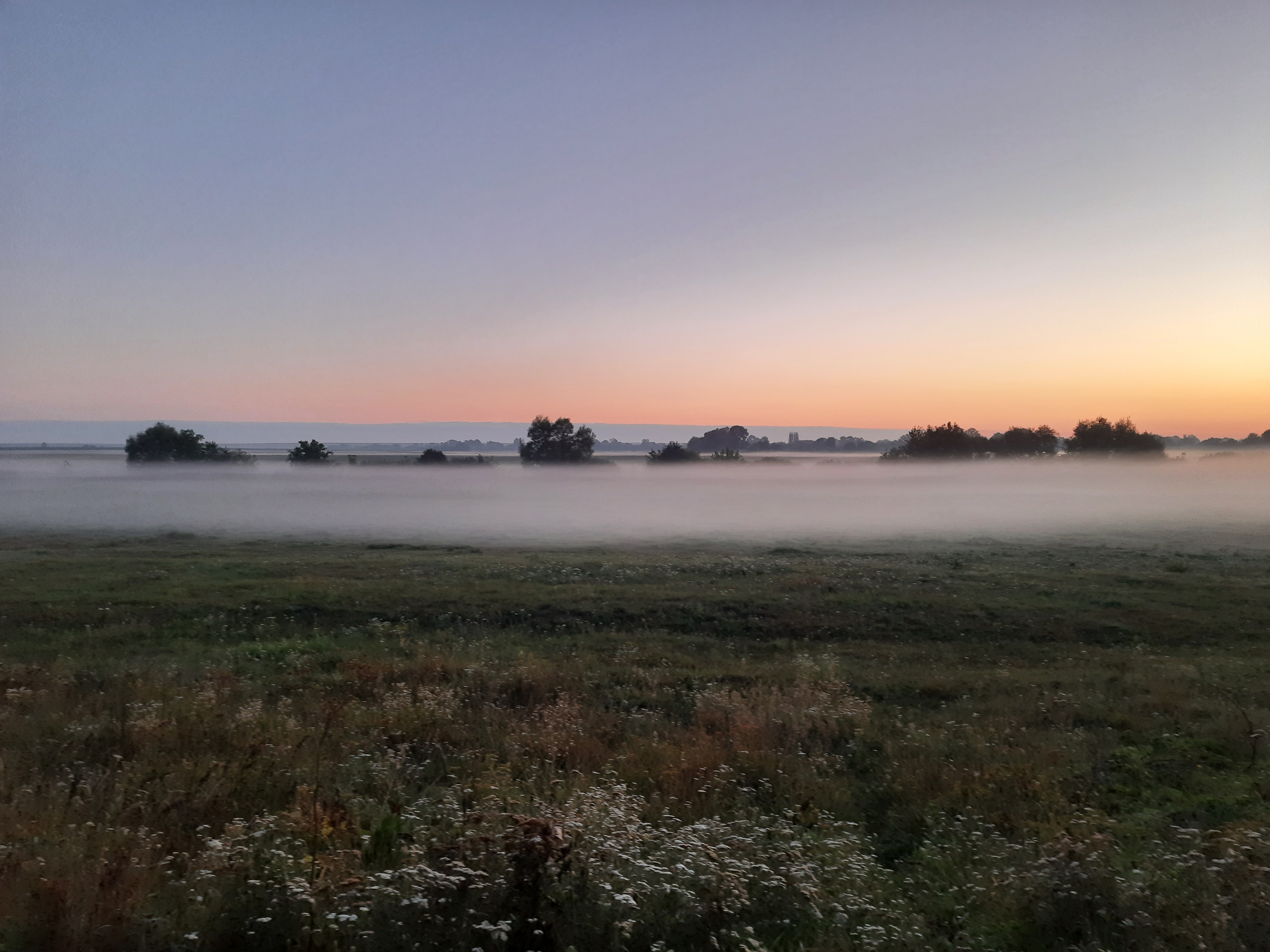
Краєвид біля села